# 히파 린다
《히파 린다》는 일본 비디오 게임 개발사 트레저가 개발한 2001년 액션 플랫폼 게임이다. 2D 게임 개발을 전문으로 했던 트레저가 회사 최초로 3D 환경을 활용한 게임플레이를 도입한 게임이다. 유럽 지역에선 《프리크 아웃》, 북미 지역에선 《스트레치 패닉》이라는 제목으로 발매됐다.
플레이어는 사물과 적들을 잡아 변형하는 스카프를 가진 린다를 조종하며, 린다의 능력을 이용해 린다의 나쁜 누이들을 물리치는 것이 목표이다.

## 반응
리뷰 애그리게이터 웹사이트 메타크리틱에 의하면 《히파 린다》는 복합적인 평가를 받았다.

## 참조

### 내용주
1. ↑  일본어: ひっぱリンダ, 영어: Hippa Linda
2. ↑  영어: Freak Out
3. ↑  영어: Stretch Panic